# Associazione Calcio Gozzano
A Associazione Sportiva Dilettantistica Calcio Gozzano (tambem conhecida como Gozzano) é um clube de futebol com sede em Gozzano, Itália. A equipe compete na Serie D do Campeonato Italiano de Futebol.

## História
O clube foi fundado em 1920.